# Vever
Vever (izvirno srbsko Вевер) je naselje v Srbiji, ki upravno spada pod Mesto Novi Pazar; slednja pa je del Raškega upravnega okraja.

## Demografija
V naselju, katerega izvirno (srbsko-cirilično) ime je Вевер, živi 16 polnoletnih prebivalcev, pri čemer je njihova povprečna starost 50,4 let (48,4 pri moških in 53,0 pri ženskah). Naselje ima 7 gospodinjstev, pri čemer je povprečno število članov na gospodinjstvo 2,57.
To naselje je popolnoma srbsko (glede na rezultate popisa iz leta 2002), a v času zadnjih treh popisov je opazno zmanjšanje števila prebivalcev.
|  |

| Demografija | Demografija     | Demografija     |
| Leto        | Št. prebivalcev | Št. prebivalcev |
| ----------- | --------------- | --------------- |
|             |                 |                 |
|             |                 |                 |
|             |                 |                 |
|             |                 |                 |
| 1948        | 93              |                 |
| 1953        | 140             |                 |
| 1961        | 72              |                 |
| 1971        | 64              |                 |
| 1981        | 68              |                 |
| 1991        | 34              | 23              |
| 2002        | 32              | 18              |
|             |                 |                 |

| Etnična sestava po popisu iz leta 2002 | Etnična sestava po popisu iz leta 2002 | Etnična sestava po popisu iz leta 2002 | Etnična sestava po popisu iz leta 2002 | Etnična sestava po popisu iz leta 2002 |
| -------------------------------------- | -------------------------------------- | -------------------------------------- | -------------------------------------- | -------------------------------------- |
| Srbi                                   | Srbi                                   |                                        | 18                                     | 100,0%                                 |
| Neznano                                | Neznano                                |                                        | 0                                      | 0,0%                                   |